# Хронологија Народноослободилачке борбе јул 1941.
Хронолошки преглед важнијих догађаја везаних за Народноослободилачку борбу народа Југославије, који су се десили током јула месеца 1941. године:
| ← јун · Хронологија Народноослободилачке борбе у 1941. години · август → 1 · 2 · 3 · 4 · 5 · 6 · 7 · 8 · 9 · 10 · 11 · 12 · 13 · 14 · 15 · 16 · 17 · 18 · 19 · 20 · 21 · 22 · 23 · 24 · 25 · 26 · 27 · 28 · 29 · 30 · 31 |

### 1. јул
- У Београду Централни комитет Савеза комунистичке омладине Југославије (СКОЈ) одржао састанак на коме је усаглашен текст Прогласа омладини Југославије под називом „Све за пораз фашистичких разбојника! Све за победу праведне ствари Совјетског Савеза — за ослобођење наших народа!“, у коме су позвани млади радници, сељаци и интелектуалци да се „уједине са комунистичком омладином у борби против фашистичких окупатора, за ослобођење наших народа и за победу праведне ствари Совјетског Савеза“.[1]
- У близини села Горња Трешњевица, код Аранђеловца, одржан састанак Окружног комитета КПЈ за Аранђеловац на коме је формиран Штаб Првог шумадијског партизанског одреда. На састанку је одређен и командни кадар одреда, у саставу — командант Милан Благојевић, заменик команданта Милан Илић Чича и политички комесар Недељко Жакула, као и план акције одреда.[2]
- Усташка група из Госпића, под командом Макса Лубурића упала у село Доња Суваја, између Срба и Доњег Лапца и извршила масовни покољ над српским становништвом. Тада је убијен најмање 161 становник овог села, међу којима 70 деце и 46 жена. Ово је био најмасовнији усташки злочин над становништвом котара Доњи Лапац, пре оружаног устанка.[3]
- У Загребу, у Бужановој улици, у организацији загребачке партијске организације, извршено паљење стикова свиле за израду падобрана. Изгорело око 60.000 метара свиле.[3]

### 2. јул
- На Космају, у присуству Филипа Кљајића Фиће, члана Покрајинског комитета КПЈ за Србију, одржан састанак Среског комитета КПЈ за Космај, на коме је донета одлука о формирању Космајско-посавског партизанског одреда и одређен Штаб одреда — командант Коча Поповић, заменик команданта Раде Јовановић и политички комесар Бора Марковић. Пошто су дејства посавских чета била усмерена на подручје Посавине, а космајских на Подунавље и околину Младеновца, као и прилива нових бораца, 31. јула је извршена подела овог одреда на Космајски и Посавски партизански одред.[2][4]

| 1 2 3 4 5 6 7 8 9 10 11 12 13 14 15 16 17 18 19 20 21 22 23 24 25 26 27 28 29 30 31 |

### 3. јул
- На Трусини изнад Дабрског поља, невесињски устаници разбили неколико стотина усташа и домобрана, који су покушали да униште устаничке збегове и овладају устаничким подручјем између Дабрског поља и Невесиња. У овим борбама погинуо је истакнути усташки емигрант Мијо Бабић (1903—1941), командант свих логора у НДХ и „поглавников побочник“.[5]
- Усташке групе из Доњег Лапца и Боричевца, које су предводили Винко Матаија из Лапца и Мило Марковиновић из Боричевца, упале у село Бубањ, код Доњег Лапца, у коме су претходних дана већ убили 10 људи. Тада је на врло свиреп начин — клањем и масакрирањем убијено 83 становника, претежно жена и деце.[3]
- У Смедеревској Паланци, на састанку Окружног комитета КПЈ за Поморавље, у присуству делегата Покрајинског комитета КПЈ Бранка Крсмановића и Петра Стамболића, формиран Штаб Другог шумадијског партизанског одреда. За команданта одреда одређен Богосав Марковић, а за политичког комесара Танасије Младеновић.[2]

### 4. јул
- У Београду, у вили Владислава Рибникара, одржана седница Политбироа ЦК КПЈ, под руководством генералног секретара КПЈ Јосипа Броза Тита, на којој је одлучено — да се са саботажа и диверзија пређе на општи устанак; да партизански рат буде основна форма развијања устанка; да раније организоване ударне групе и већи број комуниста изађу на терен, образују партизанске одреде и отпочну дејства; да се у партизанске одреде поставе политички комесари као представници Партије и народа; да се у поједине покрајине упуте чланови ЦК КПЈ са изванредним овлашћењима у вези са организацијом устанка — Милован Ђилас у Црну Гору, а Светозар Вукмановић Темпо у Босну и Херцеговину; да се покрене орган Главног штаба НОП одреда Југославије и да се народима Југославије упути Проглас са позивом на устанак (проглас је одштампан 12. јула). Седници су присуствовали — Јосип Броз Тито, Александар Ранковић, Иво Лола Рибар, Милован Ђилас, Сретен Жујовић и Светозар Вукмановић (овај догађај касније се обележавао као Дан борца).[4][6][7]
- У Београду одржан састанак Покрајинског комитета КПЈ за Србију, у духу одлука о организовању оружане борбе, од дотадашње Војне комисије формирао Штаб Народноослободилачких партизанских одреда Србије. За чланове Штаба тада су именовани — Сретен Жујовић, као командант и Никола Груловић, Филип Кљајић, Бранко Крсмановић и Родољуб Чолаковић. Сви чланови овог штаба су 8. јула напустили Београд и прешли на територију Шумадије и Поморавља.[4]
- У Београду, у Драгачевској улици број 17, у стану Мате Видаковића, учесника Шпанског грађанског рата и сарадник Мустафе Голубића, совјетског обавештајца, приликом рада на једној експлозивној направи, дошло до експлозије. Мате је том приликом био тешко рањен, мина му је однела обе руке, док је Милица Шуваковић, која се налазила са њим у стану, била лакше рањена и успела је да побегне. По доласку Специјалне полиције и Гестапоа, на лице места, Видаковић је био ухапшен, као и власница стана Јелена Цветковић и њена ћерка Даница. Видаковић је био ухапшен под лажним именом „Митар Добановић“, а стрељан је 15. августа у Скели, код Обреновца.[8]
- У Загребу, из једне баре у Петрушевчевој шуми, крај Радничке цесте, извучено тело убијеног полицијског агента Обрада Тиљка (1904—1941), који је нестао 1. јула. Тиљак је био полицијски агент у Београду и сарадник злогласног Ђорђа Космајца, али га је Гестапо пребацио у Загреб, да помогне Усташкој надзорној служби у борби против комуниста. По налогу Војина Ковачевића, члана МК КПЈ за Загреб, група комуниста — Павле Пап, Стипе Угарковић, Анте Милковић, Рудолф Крофлин и Мартин Мојмир, Тиљку је подметнула замку у једном стану, у близини Влашке улице, где су га ухватили, испитивали и потом ликвидирали (у знак одмазде за ово убиство, усташе су 9. јула стрељале десеторицу комуниста из логора Керестинец).[3]

| 1 2 3 4 5 6 7 8 9 10 11 12 13 14 15 16 17 18 19 20 21 22 23 24 25 26 27 28 29 30 31 |

### 5. јул
- У Београду, на Бањици у касарни бившег 18. пешадијског пука „Краљица Марија“, одлуком Управе града Београда, а уз сагласност Гестапоа, формиран злогласни Бањички логор. Први логораши, из унутрашњости Србије, доведени су 9. јула, а до 5. октобра 1944. године, када је логор расформиран, кроз њега је прошло око 80.000 људи од којих је њих око 30.000 стрељано. У самом логору су вршена појединачна стрељана, а масовна су врешна на стрелишту у Јајинцима. Логор је био под директном командом Гестапоа, а дужност управника логора је била поверена Светозару Вујковићу, бившем полицијском агенту.[2][9]
- На Цетињу, суђењем петорици лица, неовлашћеног поседовања и скривања оружја, отпочео са радом италијански Ратни војни суд.[10]
- У Београду, Јосип Броз Тито се састао са Владом Поповићем, који је допутовао из Загреба. Упознао га је са одлукама ЦК КПЈ донетим на седници 4. јула и дао задатке за ЦК КПХ, а потом му саопштио да је Политбиро ЦК КПЈ одлучио да се формира језгро војног руководства за Хрватску (касније називано Оперативно руководство КПХ) са Владом Поповићем, као секретаром и Радом Кончаром и Андријом Хебрангом, као члановима. Поповић је потом Тита упознао да је Јосип Копинич, 28. јуна упутио писмо ЦК КПХ, у коме га је оптужио за неактивност.[4][6]
- У Атеници, код Чачка, у присуству инструктора Покрајинског комитета КПЈ за Србију Милана Мијалковића и члана Штаб Народноослободилачких партизанских одреда Србије Бранка Крсмановића, одржан састанак Окружног комитета КПЈ за Чачак на коме је донета одлука о формирању Чачанског партизанског одреда, који је понео име др Драгише Мишовића (1898—1939), лекара и истакнут чачанског комунисте. За команданта одреда одређен је Момчило Радосављевић, а за политичког комесара Ратко Митровић (одред је формиран 12. јула на планини Јелици).[2]
- Из Шентвида, код Љубљане кренуо први железнички транспорт словеначких прогнаника из Горењске у Србију. До 10. јула уследила су још четири транспорта, а окупатор је из Горењске укупно протерао око 2.500 људи. Док су први транспорти словеначких изгнаника ишли кроз љубљанску железничку станицу, Ослободилачки фронт (ОФ) је организовао масовне антифашистичке демонстрације, које су биле највеће 8. јула. Италијанске окупационе власти су против демонстраната употребили силу и забраниле заустављање наредних транспорта на железничкој станици у Љубљани.[11]

### 6. јул
- Тито послао у Загреб писмо Јосипу Копиничу, шефу Комнтерног пункта за везу, са неколико депеша за Извршни комитет Коминтерне, у којима га је обавештавао о предузетим акцијама КПЈ и догађајима у Југославији. Такође, у писму је Копинича опоменуо да се не меша у рад ЦК КПХ.[12]
- У Загребу одржан састанaк Пленума Централног комитета КП Хрватске, коме су присуствовали — Владимир Бакарић, Раде Кончар, Јосип Краш, Марко Орешковић, Павле Грегорић, Драгутин Саили, Карло Мразовић, Стипе Угарковић, Павле Пап и Владо Поповић, који је присутне упознао са одлукама Политбироа ЦК КПЈ, од 4. јула о организовању устанка и формирању војног руководства за Хрватску (називано и Оперативно руководство КПХ), у саставу Владо Поповић, секретар и Раде Кончар и Андрија Хебранг, чланови.[12]

| 1 2 3 4 5 6 7 8 9 10 11 12 13 14 15 16 17 18 19 20 21 22 23 24 25 26 27 28 29 30 31 |

### 7. јул
- У Белој Цркви, код Крупња, где се поводом празника Ивањдана одржавао традиционалан сеоски вашар, окупило се петнаестак партизана Рађевске чете Ваљевског партизанског одреда, под руководством командира Жикице Јовановића Шпанца, где су окупљеном народу одржали говоре и позвали га у борбу против окупатора. У село је потом стигла квислиншка жандармеријска патрола, која се у покушају да растури народни збор, сукобила са присутним партизанима. Том приликом Жикица Јовановић је убио двојицу жандарма — Богдана Лончара (1907—1941), жандармеријског наредника и Миленка Браковића (1904—1941), жандармеријског каплара (овај догађај касније се обележавао као Дан устанка народа Србије).[2][12]
- У Витомирици, код Пећи одржан састанак Обласног комитета КПЈ за Косово и Метохију на коме је разматрана политичка ситуација на Косову и Метохији и организовање диверзантских група. На састанку је формиран Војни комитет, у који су ушли Борис Вукмировић, Митар Радусиновић и Павле Брајовић.[12]
- У Ужицу, у присуству инструктора ПК КПЈ за Србију Милана Мијалковића и члана Штаб НОП одреда Србије Бранка Крсмановића, одржан састанак Окружног комитета КПЈ за Ужице, на коме је одлучено да се приступи формирању Ужичког партизанског одреда, који је понео име Димитрија Туцовића (1881—1914), истакнутог вође радничког и социјалистичког покрета у Србији. За команданта одреда одређен је Душан Јерковић, а за политичког комесара Милинко Кушић.[2]
- У околини Смедеревске Паланке, одржан састанак Окружног комитета КПЈ за Поморавље на коме је формиран Други шумадијски партизански одред. Први командант одреда је био Богосав Марковић, а политички комесар Танасије Младеновић. За команданта одреда одређен је Богосав Марковић, а за политичког комесара Танасије Младеновић.[2]

### 8. јул
- У Стијени Пиперској, код Подгорице, одржан састанак Покрајинског комитета КПЈ за Црну Гору, Боку и Санџак, коме је присуствовао делегат ЦК КПЈ Милован Ђилас. Међу присутним члановима ПК били су секретари Божо Љумовић и Блажо Јовановић, као и чланови — Саво Брковић, Радоје Дакић, Будо Томовић, Крсто Попивода, Периша Вујошевић и Видо Ускоковић. Као делегат ЦК КПЈ, Ђилас је присутне упознао са одлуком ЦК о оружаном устанку против окупатора, а потом је да се одмах отпочну оружане акције и да постојеће ударне групе, сада као герилски одреди, ступе у дејство против италијанских окупатора. Чланови ПК тада су били упућени на терен да руководствима Окружних и Месних комитета пренесу директиве за устанак и пруже помоћ при планирању првих оружаних акција.[10][13]
- У Загребу, у парку Дотршћина, усташе стрељале истакнутог далматинског револуционара и члана КПЈ Будислава Борјана (1904—1941), који је био заточен у логору Керестинец. Био је први стрељани комуниста, чију су смрт усташе објавиле јавним огласом. Један од првих партизанских батаљона, формираних у северној Далмацији, маја 1942. године, понео је у његу част назив „Буде Борјан“.[3]
- У Загребу, усташе из логора Керестинец, одвеле и у околини Вараждина стрељале истакнутог далматинског револуционара и члана КПЈ Ловра Шперца (1906—1941), касније је проглашен за народног хероја.[3][14]

| 1 2 3 4 5 6 7 8 9 10 11 12 13 14 15 16 17 18 19 20 21 22 23 24 25 26 27 28 29 30 31 |

### 9. јул
- У Загребу, као одмазду за убиство агента Обрада Тиљка, усташе у Максимиру стрељале десеторицу комуниста из логора Керестинец, међу којима су били: др Божидар Аџија (1890—1941), Огњен Прица (1899—1941), др Иво Кун (1902—1941), Звонимир Рихтман (1901—1941), Иван Корски (1912—1941), Виктор Розенцвајг (1914—1941), Алфред Бергман (1902—1941), Сигисмунд Краус (1910—1941), Отокар Кершовани (1902—1941) и Симо Црногорац (1901—1941). Међу одређенима за стрељање био је прво Иван Крндељ, али је као Хрват замењен Алфредом Бергманом, који је био Јеврејин. Сутрадан, 10. јула јавност је била упозната са овим стрељањем, преко Огласа министарства унутрашњих послова, чији је министар тада био Андрија Артуковић. Ово је била прва широко публикована вест да се усташка власт у Загребу одлучила за најдрастичније мере.[3][13][15][16]
- У Загребу, Јосип Копинич, шеф Коминтерниног пункта за везу добио одобрење Коминтерне да формира нови ЦК КП Хрватске. Овакво одобрење стигло је на основу нетачних Копиничевих тврдњи да је „ЦК КПХ неактиван на организовању оружане борбе“, којима је од 3. до 8. јула у две депеше информисао Коминтерну. Пошто се у међувремену, 13. јула, Копинич одрекао својих оптужби на рачун ЦК КПХ, он је током партијске истраге, коју су спроводили Благоје Нешковић и Владо Поповић, 25. јула предао ЦК КПЈ мандат за формирање новог ЦК КПХ.[13]
- У Београду Гестапо ухапсио др Велизара Косановића, познатог лекара и комунисту и затворио га у логору на Бањици (стрељан је у Јајинцима 17. октобра).[2]

### 10. јул
- У Петровграду одржан састанак Покрајинског комитета КПЈ за Војводину, којој су присуствовали Жарко Зрењанин, Светозар Марковић, Радивој Ћирпанов, Иван Вијоглавин и Ђорђе Зличић. Зрењанин је на састанку присутне упознао са одлукама ЦК КПЈ, од 4. јула и изложио план деловања у Војводини — саботаже и диверзије, нарочито са паљењем жита и вршалица, уништавање железничких линија и телефонских веза, убијање окупаторских војника и њихових сарадника, а тамо где постоје услови формирати партизанске одреде.[17]

### 11. јул
- У Београду, Јосип Броз Тито се састао са Бранком Малешевићем, чланом МК КПХ за Загреб, који је у својству курира дошао да Титу пренесе лажне оптужбе на рачун ЦК КПХ, које је изнео Јосип Копинич. Он је Титу упутио предлог да дође у Загреб и одржи састанак са руководство КП Хрватске.[6]

### 12. јул
- У Београду, у илегалној штампарији ПК КПЈ за Србију штампан Проглас ЦК КПЈ народима Југославије са позивом на оружану борбу. Проглас који је настао у духу одлука донетих на седници Политбироа ЦК КПЈ, од 4. јула 1941. године, написао је Иво Лола Рибар, а у њему се између осталог каже: „Народи Југославије - Срби, Хрвати, Словенци, Црногорци, Македонци и други!.. Ви сте били побеђени у рату, али нисте покорени... Уништавајте све - све што користи фашистичким освајачима. Не дозволимо да наше железнице превозе ратни материјал и друга средства која служе фашистичким освајачима. Створимо од наше земље опседнуту тврђаву за фашистичке освајаче...“[17]
- На Цетињу, група црногорских сепаратиста из редова некадашње Црногорске федералистичке странке, под окриљем италијанског окупатора, одржала „Петровдански сабор“. На сабору је усвојена Резолуција, од пет тачака, којом је проглашена „суверена и независна држава Црна Гора у облику уставне монархије“, затим решеност потписника декларације да се судбина Црне Горе „уједини са судбином Италије“ и молба италијанском краљу Викториу Емануелу да „одреди намесника краљевине Црне Горе који ће прогласити устав“. Једна од главних личности на овом Сабору био је црногорски фашиста Секула Дрљевић (овај догађај био је повод за избијање масовног Тринаестојулског устанка широм Црне Горе).[10]
- У Грошници, код Крагујевца, у присуству Светислава Стефановића, члана ПК КПЈ за Србију и Бранка Крсмановића, члана Штаба НОП одреда Србије, одржан састанак Окружног комитета КПЈ за Крагујевац, на коме је донета одлука о формирању Крагујевачког партизанског одреда. За команданта одреда одређен је Раја Недељковић, а за политичког комесара Светозар Драговић Тоза (одред је формиран 20. јула).[2]

| 1 2 3 4 5 6 7 8 9 10 11 12 13 14 15 16 17 18 19 20 21 22 23 24 25 26 27 28 29 30 31 |

### 13. јул
- Герилски одреди разоружали низ италијанских карабинијерских и жандармеријских станица широм Црне Горе, а у борби са непријатељем убили и заробили више италијанских војника и запленили знатне количине ратног материјала. Масовни Тринаестојулски устанак најпре је захватио цетињски и барски срез, сутрадан се проширио на подгорички, даниловградски, никшићки и колашински срез, а кроз неколико наредних дана захватио је читаву Црну Гору (овај дан касније се обележавао као Дан устанка народа Црне Горе).[10]
- Герилски одреди са подручја барског среза извели неколико устаничких акција. Герилски одреди из села Годиња, Сеоца, Бољевића, Крњица и Вирпазара, извршили напад на италијански гарнизон у Вирпазару и после краће борбе га заузели. У овој борби је погинуло шест, рањено 15 и заробљено 50 италијанских војника. Заплењена је и већа количина оружја, муниције и друге опреме. Одмах по ослобођењу у Вирпазару је успостављена команда места. Герилски одред из села Мишића и Ђурмана напали су италијанску финансијску станицу у Мишићима и у селу Спичу, код Бара, а Буљарички герилски одред финансијску посаду у Буљарици. Карабињери из Петровца су побегли бродићем ка Бару. Овиме је у првом дану устанка био ослобођен део Црногорског приморја, од Милочера до Сутомора.[10]
- Герилски одреди са подручја цетињског среза извели неколико устаничких акција. Цуцки, Бјелички, Велестовско-загредско-марковински и Убалски герилски одреди, јачине око 150 бораца, разоружали 15 италијанских војника у Чеву. Герилски одреди из села Вукмировића, Ријечана, Мрацеља, Оћевића, Јанковића и других околних места напали на италијански гарнизон у Ријеци Црнојевића, чија се посада после краће борбе предала. Том приликом је заробљено 20 карабинијера и заплењено већа количина оружја, муниције и друге опреме. Цаворско-костудићки герилски одред, после краће борбе, разоружао финансијску станицу на Ивановим Коритима и порушио путеве Ловћен—Цетиње и Ловћен—Котор.[10]
- У Сарајеву, у присуству делегата ЦК КПЈ Светозара Вукмановића Темпа, одржан састанак Покрајинског комитета КПЈ за Босну и Херцеговину на коме је пренета директива ЦК КПЈ о подизању устанка и извршена анализа ситуације и мера које треба предузети. На састанку је од дотадашњег Војног комитета формирано Војно руководство за Босну и Херцеговину, у оквиру кога су формирани Обласни војни штабови — за Босанску крајину, за тузланску област, за Херцеговину и за сарајевску област. За команданте ових штабова одређени су Данко Митров за Босанску крајину, Иван Марковић Ирац за тузланску област, Сафет Мујић за Херцеговину и Слободан Принцип Сељо за сарајевску област. У својству делегата ПК КПЈ у одређене области су упућени — Ђуро Пуцар Стари у Босанску крајину, Угљеша Даниловић у Тузлу и Авдо Хумо у Херцеговину. У Сарајеву су тада остали, као Земаљско руководство устанком — Светозар Вукмановић, Иса Јовановић и Бориша Ковачевић.[17]

- У Загребу одржана седница ЦК КП Хрватске на којој је пренета директива ЦК КПЈ да се са диверзантских акција и саботажа пређе на оружани устанак и у том циљу је донета одлука да поједини чланови ЦК КПХ оду у поједине крајеве Хрватске у циљу пружања помоћи партијским организацијама. Раде Кончар и Јосип Краш упућени су на Кордун, Марко Орешковић у Лику, Карло Мразовић у Хрватско загорје и Међумурје, Павле Грегорић у Славонију и Подравину и Павле Пап у Далмацију. У Загребу је остало Оперативно партијско руководство предвођено Владом Поповићем, док је Владимир Бакарић, који је такође остао у Загребу, био задужен за агитацију и пропаганду при ЦК КПХ. На крају седнице је одлучено да се упути Проглас народима Хрватске са позивом у оружану борбу. Овој седници, присуствовао је и Јосип Копинич, шеф Коминтерниног пункта за везу, који је у више наврата ЦК КПХ оптуживао за „неактивност“. Пошто није могао доказати своје оптужбе, он их је се одрекао и престао радити на стварању новог ЦК КПХ.[18]
- У ноћи 13/14. јула из логора Керестинец, побегла група политичких затвореника — комуниста и антифашиста. После стрељања десеторице комуниста, 9. јула, остатак заточеника логора Керестинец, њих 111, се одлучило на бекство, које је било организовано у договору са Месним комитетом КПХ за Загреб. После успешно изведене акције савлађивања страже, коју су предводили логораши Дивко Будак и Андрија Жаја, 82 затвореника је успело да напусти логор. Због лоше организације бега, од стране МК КПХ за Загреб, одбегле логораше нико није дочекао, изузев ударне групе која је имала задатак да њихов прихват. Потом су се логораши поделили у две групе и кренули према Загребу. Усташе су откриле обе групе и већину логораша и чланова ударне групе, убила на лицу места или заробила, па накнадно стрељала. Свега 14 логораша је успело да се спаси. Међу страдалима у бекству били су познати револуционари — Димитрије Лопандић (1899—1941), Андрија Жаја (1901—1941), Стејпан Влахек (1907—1941), Ката Думбовић (1903—1941), Бранко Малешевић (1914—1941) и др.[3][18][19]
- У ноћи 13/14. јула борци Космајско-посавског одреда, срушили су железнички мост на реци Колубари, код Обреновца. У знак одмазде, за ову акцију, Немци су 15. јула у близини порушеног моста стрељали петнаесторо људи.[2]

| 1 2 3 4 5 6 7 8 9 10 11 12 13 14 15 16 17 18 19 20 21 22 23 24 25 26 27 28 29 30 31 |

### 14. јул
- У Аранђеловцу, под руководством Сретена Жујовића, одржан први састанак Штаба Народноослободилачких партизанских одреда Србије, коме су присуствовали сви чланови овог штаба — Никола Груловић, Филип Кљајић Фића, Бранко Крсмановић и Родољуб Чолаковић. На састанку је донета одлука да се приступи извођењу крупнијих акција и да чланови Штаба крену у партизанске одреде, ради учвршћивања постојећих и стварања нових одреда.[2][20]
- На Шехитлуцима, код Бањалуке, одржан заједнички састанак Обласног комитета КПЈ и Обласног војног руководства за Босанску крајину, коме је присуствовао и Махмут Бушатлија, члан Покрајинског комитета КПЈ за Босну и Херцеговину. На састанку је пренета директива ЦК КПЈ за дизање устанка и потом се разговарало о формирању среских партизанских штабова и отпочињању оружаних акција и диверзија. На крају састанка је одлучено да чланови Обласног комитета и Обласног војног руководства буду упућени у поједине срезове, где би радили на формирању среских војних штабова и герилских одреда.[5][20]
- На пристаништу у Панчеву, док је чекала брод за Београд, ухапшена Соња Маринковић, члан ПК КПЈ за Војводину. Она је тада од стране ПК КПЈ за Војводину била упућена у Београд на састанак са ЦК КПЈ. После хапшења је била одведена у Петровград, где је стрељана 31. јула.[2][21]
- У Мојковцу одржан састанак Обласног комитета КПЈ за Санџак, на коме је било одлучено да се спроведу директиве Политбироа ЦК КПЈ и Покрајинског комитета КПЈ за Црну Гору, Боку и Санџак о подизању народног устанка.[10]
- У току ноћи 14/15. јула устаници из Мојковца, уз помоћ устаника из села Бјелојевића и Подбишћа, извршили напад на карабинијерску станицу у Мојковцу. Непријатељ је давао отпор читаве ноћи и тек ујутру се предао, након чега је станица запаљена. Том приликом заробљена је већа количина оружја и муниције.[10]

### 15. јул
- По упутствима Владе Краљевине Италије и Врховне команде, а под руководством команданта Девете армије генерала Пирција Биролија, почело скупљање снага ради гушења устанка у Црној Гори. За овај подухват припремљено је шест италијанских дивизија — „Месина“, „Пустерија“, „Таро“, „Венеција“, „Алпски ловци“ и „Пуље“, као и албанско-квислиншка група „Скендербер“, уз садејство ваздухопловних и морнаричких јединица. Укупна јачина предвиђених снага била је око 150.000 војника, а за команданта операције је био одређен 14. армијског корпуса генерал Луиђи Ментастија.[10]
- У рејону Кошћела, код Ријеке Црнојевића, герилски одреди из Горњих Цеклина и Љуботиња, на путу Цетиње-Ријека Црнојевића напали моторизовани батаљон италијанске дивизије „Месина“ и, после осмочасовне борбе, потпуно га разбили и принудили на предају. Непријатељ је имао око 70 мртвих, 110 рањених и око 290 заробљених војника и официра. Том приликом заробљена је велика количина оружја, муниције и друге војне опреме.[10]
- Герилске устаничке акције отпочеле у подгоричком срезу — нападом Биочког герилског одреда на карабинијерску посаду у селу Биочу и нападом герилских одреда из Вељег Брда и Рогама на италијански камион са 20 војника, код Вељег брда.[10]
- Устаници разоружали италијанске посаде у Спужу, код Даниловграда и манастиру Острогу, код Никшића, када је заробљено 20 карабинијера.[10]
- Лијеворечки герилци, јачине око 120 људи, разоружали карабинијерску станицу у Лијевој Ријеци, код Колашина. Том приликом заробљено је 12 италијанских карабинијера.[10]
- На Бајрамовцу, код Тузле, одржан проширени састанак Обласног комитета КПЈ за Тузлу, коме је присуствовао Угљеша Даниловић, члан ПК КПЈ за Босу и Херцеговину. На састанку је пренета директива ЦК КПЈ за дизање устанка и формиран Обласни војни штаб за Тузлу, у саставу — Иван Марковић Ирац, командант; Цвијетин Мијатовић, политички комесар; Пашага Манџић, заменик команданта; Тодор Вујасиновић, Јосип Јовановић и Фадил Јахић Шпанац, чланови штаба. Потом су именовани срески штабови за Мајевицу, Бијељину, Озрен и Бирач и разрађен план првих оружаних акција и одласка чланова КПЈ на терен.[5][22]
- У Загребу, одржан састанак Месног комитета КПХ за Загреб, којем су присуствовали члан Оперативног руководства КПХ Раде Кончар и Јосип Копинич, шеф Коминтерниног одсека за везу. Пошто се Копинич на састанку ЦК КПХ, одржаном 13. јула одрекао својих оптужби на рачун ЦК КПХ, он је то поновио и на састанку Месног комитета. Чланови Месног комитета су потом увидели своје грешке, признали ЦК КПХ за своје руководство и прекинули везу са Јосипом Копиничем (после добијања извештаја од комисије, која је била формирана да испита сукоб између Копинича и ЦК КПХ, Политбиро ЦК КПЈ је 10. августа донео одлуку о распуштању Месног комитета КПЈ за Загреб).[22]

| 1 2 3 4 5 6 7 8 9 10 11 12 13 14 15 16 17 18 19 20 21 22 23 24 25 26 27 28 29 30 31 |

### Средина јула
- У Београд из Македоније дошао Лазар Колишевски, који се састао са Александром Ранковићем и информисао га о стању у Покрајинском комитету КПЈ за Македонију — да је Методије Шаторов, секретар ПК поново одбио да прихвати линију КПЈ и одлуке ЦК КПЈ, оспоравајући Колишевском надлежност над партијском организацијом Македоније, коју је наводно по одобрењу Коминтерне прикључио Бугарској радничкој партији (комуниста) (БРПк).[7]
- У Цазинској крајини, усташе отпочеле хапшења и депортацију мушкараца српске националности. Хапшења су вршена у селима Стабанџа, Добро Село, Ивањска, Перна, Баштра, Мразоваца и др. Укупно је ухапшена 171 особа и сви су страдали на стратиштима у околини Јадовна. Један од организатора ових злочина био је жупник и усташки функционер Љубомир Кватерник.[5]
- У близини Пријепоља, уз присуство Рифата Бурџовића секретара Обласног комитета КПЈ за Санџак, одржан састанак Среског комитета КПЈ за Пријепоље на коме је, поред осталог, решено да се убрзају припреме за оружани устанак и приступи стварању партизанских јединица.[2]
- У Сарајеву одлуком Покрајинског комитета КПЈ за Босну и Херцеговину формиран Обласни војни штаб за сарајевску област, у саставу Слободан Принцип Сељо, командант и Хасан Бркић, политички комесар (чланови штаба су 16. јула напустили Сарајево и прешли на Романију).[5]
- У селу Рашиновцу, код Босанског Петровца, у присуству Османа Карабеговића и Јосипа Мажара Шоше, чланова Обласног војног руководства за Босанску Краину, одржан састанак Среског комитета КПЈ за Босански Петровац, на коме је формиран Срески војни штаб за Босански Петровац у саставу — Здравко Челар, командант; Илија Дошен, политички комесар и Васо Келечевић, заменик команданта.[5]

### 16. јул
- У Београду одржана седница Политбироа ЦК КПЈ, којој су присуствовали Јосип Броз Тито, Александар Ранковић, Иван Милутиновић и Иво Лола Рибар. На састанку се расправљало о стању у ЦК КП Хрватске и њиховом проблему са Јосипом Копиничем, шефом Коминтерниног пункта за везу у Загребу, који је ЦК КПХ оптужио за наводно неизвршавање директива о покретању оружане борбе. Тада је одлучено да се образује „истражна комисија“ на челу са Благојем Нешковићем, која ће отићи у Загреб и испитати цео случај и потом Политбироу поднети извештај. Такође је одлучено да се Едвард Кардељ, који се тада налазио у Љубљани, упути у Загреб и испред Политбироа ЦК КПЈ помогне у раду истражне комисије. Тито је сутрадан, у име ЦК КПЈ, написао писмо ЦК КПХ у коме га информише о предузетим акцијама на решавању њиховог проблема, али су изнете и одређене критичне примедбе на његов рад.[23][24]
- Око 400 устаника, после деветочасовне борбе, заузело Андријевицу и разоружало око две чете италијанских војника, ојачаних брдском батеријом. Тада је заплењена велика количина оружја, муниције и друге војне опреме. У овој борби погинуло је 38, а заробљено 180 италијанских војника.[10]
- У Љубљани одржан састанак Врховног заповедништва словеначких партизанских чета, на коме је донета одлука, да се су духу закључака седнице ЦК КП Словеније, од 22. јуна, пређе на оружани устанак. У том циљу упућени су на терен чланови ЦК КПС са задатком да окружна партијска руководства упознају са одлуком и помогну им у организовању устанка.[11]
- Слободан Принцип Сељо и Хасан Бркић, командант и политички комесар Обласног војног штаба за сарајевску област, са још шест чланова КПЈ, напустили Сарајево и дошли на Романију. Сутрадан, 17. јула они су у Боровцу, на Гласинцу одржали састанак са романијским комунистима и упознали их са директивом ЦК КПЈ за подизање устанка и начину партизанског ратовања. На овом састанку је формиран Штаб Романијске партизанске чете, у саставу — Славиша Вајнер, командир; Павле Горанин, политички комесар; Оскар Данон, Данило Ђокић и Микајило Обреновић, чланови штаба (ова чета је касније постала језгро будућег Романијског партизанског одреда).[5][23]
- У Мостару, одржан састанак Обласног комитета КПЈ за Херцеговину, коме је присуствовао и Авдо Хумо, делегат ПК КПЈ за Босну и Херцеговину. На састанку је пренета директива ЦК КПЈ за дизање устанка и потом разрађиван план о распоређивању партијских кадрова. Такође је и формиран Обласни војни штаб за Херцеговину, у саставу — Сафет Мујић, командант и Мустафа Пашић, политички комесар. Сутрадан, 17. јула је Обласни војни штаб, са групом од 18 чланова КПЈ, напустио Мостар и изашао на северне падине Вележа и улогорио се код села Зијемље (овај логор су 19. јула откриле усташе).[5]
- У Карловцу основану Оперативно партијско руководство при Окружном комитету КПХ за Карловац. На челу овог руководства налазио се Јосип Краш, а његов задатак је био да организује устанак на Кордуну и Банији.[3]
- На Бубањи, у близини села Глушци, код Богатића Окружни комитет КПЈ за Шабац формирао Мачвански партизански одред. За команданта одреда одређен је Небојша Јерковић, а за политичког комесара Мика Митровић (овај одред је у 13. августа променио назив у Подрињски партизански одред).[2]

| 1 2 3 4 5 6 7 8 9 10 11 12 13 14 15 16 17 18 19 20 21 22 23 24 25 26 27 28 29 30 31 |

### 17. јул
- У селу Чеоче, код Бијелог Поља, одржан збор коме је присуствовало око 400 људи из околних села. Представници КПЈ су присутне упознали с војно-политичком ситуацијом и с одлуком КПЈ о оружаном устанку, и позвали их да учествују у нападу на италијански гарнизон у Бијелом Пољу. Том приликом је формирана територијална герилска чета.[10]
- На подручју Андријевичког среза, устаници водили борбе са Италијанима. На путу Андријевица-Беране, устаници Трешњевачког и Забрдског герилског одреда напали мању италијанску колону, а потом одбили групу италијанских војника који су из Андријевице пошли у помоћ нападнутима. Устаници из села Пепића, Велике и Мурина напали на италијанске карабинијерске станице у селима Мурино и Велика (код Андријевице). Тада је заробљено 20 карабинијера и финанса, а њихово оружје заплењено.[10]
- У Приједору, из усташког затвора побегао др Младен Стојановић. Он је као комуниста био ухапшен 22. јуна, заједно са још 40 талаца. Запаливши сламу у затворској ћелији, искористио је забуну стражара и успео је да побегне из затвора и тада одлази на Козару.[5]

- У Београду, на гробљу у Маринковој Бари, као одмазду због све чешћих саботажа и диверзија у Београду и околини, стрељана прва група од 28 логораша са Бањице. Међу њима су се налазили углавном истакнути београдски комунисти, који су били ухапшени у масовним полицијским рацијама, у току 22. и 23. јуна. Неки од тада стрељаних били су — Вукашин Антић (1909—1941), Павле Бихаљи (1898—1941), Богдан Велашевић (1918—1941), Андрија Полгар (1891—1941), Владета Поповић Пинецки (1911—1941), Слободан Шкеровић (1913—1941), као и петорица истакнутих нишких комуниста, који су почетком јула били пребачени на Бањицу — Живота Ђошић (1917—1941), Никола Дражић (1915—1941), Видак Марковић (1907—1941) и Александар Стојановић Шпанац (1913—1941).[2][25]
- У Загребу, у парку Дотршћина, усташе стрељале 30 комуниста, које су заробили после неуспелог бега из логора Керестинец, у ноћи 13/14. јула. Међу стрељанима су били и познати револуционари — Дивко Будак (1897—1941), Душан Грковић (1901—1941), Иван Крндељ (1888—1941), Павао Марковац (1903—1941), Аугуст Цесарец (1893—1941) и др.[3][23][26][27]
- На брду Јасиковцу, изнад Берана, стрељана деветорица родољуба, који су ранијих дана били ухапшени у Беранама. Њих је у циљу репресалија осудио на смрт италијански ванредни војни суд, а међу стрељанима су били — Александар Арсенијевић Лекица (1919—1941), Миле Митровић (1902—1941) и др. Ово стрељане било је повод за напад герилских одреда на Беране, 18. јула и након три дана борби Беране је било ослобођено.[10]

### 18. јул
- У селу Пипери, код Подгорице, Покрајински комитет КПЈ за Црну Гору, Боку и Санџак основао Привремену Врховну команду националноослободилачких трупа за Црну Гору, Боку и Санџак, чији је задатак био да руководи устаничким акцијама. У почетку, њен рад се осећао једино у околини Подгорице, док су осталим срезовима, устаничким снагама руководили руководили Месни комитети КПЈ и делегати Покрајинског комитета. Убрзо по формирању, Привремена Врховна команда је 22. јула, издала упутство народу и командама о избору представника народне власти и политичких органа у војним јединицама. За команданта Привремене Врховне команде именован је Арсо Јовановић, за политичког комесара Милован Ђилас, а за чланове — Божо Љумовић, Блажо Јовановић, Будо Томовић и Бајо Секулић.[10][25]
- У рејону села Брајића, на путу Будва—Цетиње, герилски одреди из ширег рејона Брајића из заседе напали италијанску моторизовану колону (јачине 20 камиона, шест тенкова, седам мотоцикала и један путнички аутомобил), која се из правца Будве кретала ка Цетињу. У току борбе, устаницима су у помоћ дошле још две групе устаника. После вишечасовне борбе, део колоне је успео да побегне, уз губитке од преко 230 избачених из строја. Устаници су имали два погинула и седморо рањених. Такође, у току борбе Италијани су убили тројицу устаника из Будве, који су се налазили заробљени у камионима.[10]
- У селу Рашиновцу, код Босанског Петровца, у присуству Османа Карабеговића и Јосипа Мажара Шоше, чланова Обласног војног руководства за Босанску крајину, одржан састанак Среског комитета КПЈ за Босански Петровац, на коме је формиран Срески војни штаб за Босански Петровац у саставу — Здравко Челар, командант; Илија Дошен, политички комесар и Васо Келечевић, заменик команданта.[5]
- У селу Буковачи, код Босанског Петровца, у присуству Османа Карабеговића и Јосипа Мажара Шоше, чланова Обласног војног руководства за Босанску крајину, одржан састанак Среског комитета КПЈ за Босанско Грахово на коме је пренета директива ЦК КПЈ за формирање одреда и отпочињање устанка и формиран Штаб герилских одреда за срез Босанко Грахово и околину, у саставу — Љубо Бабић, командант; Васо Трикић, политички комесар и Милутин Морача, заменик команданта. Овај Штаб је 27. јула организовао и извео прву оружану акцију у Босни и Херцеговини, када је ослободио Дрвар.[5]
- У близини Рожаја, приликом пута из Косовске Митровице за Црну Гору, ухапшен Миладин Поповић, секретар Обласног комитета КПЈ за Косово и Метохију и још двојица чланова КПЈ — Крсто Филиповић и Михајло Поповић. Они су тада спроведени у затвор у Рожају, а потом им је било суђено и 24. јула су били интернирани у место Пећин, код Елбасана у Албанији. На месту секретара Обласног комитета КПЈ за Косово и Метохију, Поповића је тада заменио Борис Вукмировић.[25]
- У Београду, Јосип Броз Тито се састао са Благојем Нешковићем, секретаром ПК КПЈ за Србију и информисао га по појединим проблемима, који су настали у ЦК КП Хрватске, због мешања Јосипа Копинича, шефа Коминтерниног пункта за везу, у његов рад. Потом га је обавестио да је заједно са Владом Поповићем, од стране ЦК КПЈ одређен да води истрагу поводом случаја „Ваздух“ (Ваздух је био псеудоним Ј. Копинича) и предао му писмо за ЦК КПХ, које је уједно било „пуномоћје“ за вођење истраге.[24][28]
- У Дрежнику, код Тузле усташка полиција, услед дојаве свог симпатизера Ивице Зловића, успела да изненади и ухапси групу активиста НОП-а из Тузле — Енвера Шиљка, Фриду Лауфер, Рудолфа Викића и Мему Суљетовића. После више недељне тортуре у полицији, 5. септембра су стрељани Енвер Шиљак, Рудолф Викић и Мемо Суљетовић, док је Фрида Лауфер била пребачена у логор у Госпићу, а потом у логор „Аушвиц“, где је убијена.[5][29]

| 1 2 3 4 5 6 7 8 9 10 11 12 13 14 15 16 17 18 19 20 21 22 23 24 25 26 27 28 29 30 31 |

### 19. јул
- У Мостару усташе покренуле масовна хапшења и репресалије над становништвом. Хапшења су трајала до почетка августа и до тада је кроз затвор прошло око 750 Мостараца српске, бошњачке, хрватске и јеврејске националности. Већина ухапшених је депортована у логоре Госпић и Јадовно, где су убијени. Један од организатора ових масовних хапшења био је Иван Херенчић, усташки повереник у Мостару.[5]
- У близини села Зијемље, на путу за Борачко језеро, усташе откриле и напале логор Обласног војног штаба за Херцеговину. Пошто су савладале обезбеђење логора, усташе су успеле да заробе двојицу комуниста, док је остатак био разбијен. Остали чланови Штаба, су се у току идуће ноћи вратили у Мостар. Командант Обласног штаба Сафет Мујић је због овог неуспеха био смењен, а за новог команданта је био именован Миро Попара.[5]
- У шуми Абес, код Вргинмоста, одржано партијско саветовање Окружног комитета КПХ за Карловац, на коме је члан секретар ЦК КПХ Раде Кончар поднео реферат о општој ситуацији у земљи и дао директиве за почетак оружаног устанка.[3]

### 20. јул
- У Београду одржана седница Политбироа ЦК КПЈ поводом стања у руководству Покрајинског комитета КПЈ за Македонију. Седници су присуствовали Јосип Броз Тито, Александар Ранковић, Иван Милутиновић и Иво Лола Рибар. Донесена је одлука да се у Македонију упути Драган Павловић Шиља, у својству делегата ЦК КПЈ и да тамо спроведе одлуке ЦК КПЈ о смењивању Методија Шаторова и његовом искључењу из КПЈ и да помогне македонским комунистима да организују ново руководство. Тито је 24. јула написао писмо ПК КПЈ за Македонију у коме је објаснио разлоге за промену руководства и поставио задатке — организација партизанских одреда и почетак оружане борбе. Ово писмо је било упућено по делегату ЦК КПЈ Драгану Павловићу Шиљи.[30]
- После тродневних борби, које су отпочеле 18. јула и преговора италијански батаљон 93. пешадијског пука дивизије „Месина“ предао се устаницима који су тада ослободили Беране. Непријатељ је одлучно бранио, организујући одбрану у виду отпорних тачака из којих је пружао жесток отпор. Пошто је претрпео губитке од око 100 мртвих и 40 рањених, одлучио се на предају. Том приликом заробљено је око 700 италијанских војника и 18 официра, а заплењена је велика количина муниције и другог ратног материјала. Устаници су имали седморо мртвих, међу којима је био и устанички командант и члан МК КПЈ за Беране Милош Малишић (1909—1941), народни херој, који је погинуо првог дана борби 18. јула.[10][31]
- у близини села Созина, код Бара, Глуходољско-спичански герилски одред и група герилаца из села Лимљана напали батаљон из 208. пука италијанске дивизије „Таро”, који је наступао из Бара и Сутомора с циљем да обезбеди пут Бар-Петровац. У оштрој борби, која је трајала читавог дана, непријатељ је био приморан да се повуче према Бару, уз губитке од 43 погинула и око 100 рањених. Устаничке снаге су имале 16 рањених и осам мртвих, међу којима је био и командир једне чете професор и сликар Иво Новаковић (1913—1941).[10]
- Устаничке јединице из Недаукса, Затона, Гранчарева, Чеоча и Расова, после дводневне борбе и блокаде ослободиле Бијело Поље. Италијанска јединица из састава дивизије „Месина“, која се налазила у гарнизону у Бијелом Пољу, се после вишечасовне борбе предала. Тада је заробљено око 180 италијанских војника и заплењена велика количина наоружања и муниције.[10]
- После дводневних борби, устаничке снаге из даниловградског среза, заузеле Даниловград, а италијански батаљон на Белановици принудили на предају. Погинуло је 14, а рањено око 70 и заробљено 825 италијанских војника и официра. Заплењена је и велика количина оружја, муниције и друге опреме.[10]
- Устаничке снаге принудиле на предају италијански гарнизон у Колашину. Колашин је био блокиран од 16. јула, а италијански гарнизон је одбијао предају. Након напада на Колашин, 19. јула, Италијани су се предали. Тада је заробљено око 260 италијанских војника, а заплењено велика количина оружја, муниције и друге опреме. Истог дана у селу Дријенак, код Колашина, именован је Народноослободилачки одбор за колашински срез.[10]
- Устаници из Жабљака и околних села после краће борбе разоружали карабинијерску станицу у Жабљаку. Тада је заробљено 18 италијанских карабинијера и 13 жандарма и финанса.[10]
- У Чачку, на игралишту ФК „Борца“, под надзором припадника Вафен СС-а, жандари стрељали 12 лица, који су били ухапшени као комунисти или заробљени као борци Чачанског партизанског одреда. Стрељани су: др Момчило Катанић (1912—1941), лекар из Чачка; Александар Ћурчић (1897—1941), адвокат из Чачка; Давид Нафталија (1904—1941), професор из Чачка; Милош Милошевић (1900—1941), столар из Чачка; Александар Гајовића (1922—1941), земљорадника из Мрчајеваца; Бранко Радовић (1923—1941), земљорадника из Катрге; Живота Петронијевић (1922—1941), ученик Учитељске школе из Чачка; Ранислав Благојевић (1885—1941), абаџија из Пухова; Живан Грујичић (1922—1941) и његова мајка Софија (1895—1941), земљорадници из села Горња Горевница; Сретен Благојевић (1876—1941), земљорадник из села Горња Горевница и Обрад Арсенијевић, из Ужица (Ово је било прво стрељање у Чачку од почетка окупације).[2]

| 1 2 3 4 5 6 7 8 9 10 11 12 13 14 15 16 17 18 19 20 21 22 23 24 25 26 27 28 29 30 31 |

### 21. јул
- У ослобођеним Беранама одржана Среска народна скупштина, којој је присуствовало 217 делегата из свих места беранског среза и преко 150 грађана са саветодавним правом гласа. На скупштини је изабран „Срески народни одбор ослобођења“ (СНОО), који је имао председника, секретара и 19 чланова (половина чланова овог одбора били су чланови КПЈ). Такође скупштина је донела и неколико значајних одлука — на ослобођеној територији овог краја престају да постоје сви органи власти (како бивши југословенски тако и окупаторски), СНОО има сву власт у овом крају и преузима целокупну државну имовину и финансијска средства свих надлештава и банака у циљу борбе за ослобођење; гарантује безбедност, личну сигурност и имовину грађана (а ови су обавезни да се одазивају његовим захтевима и одлукама). Одбор је имао шест секција — војно-судску, унутрашњу, економску, финансијску, социјално-здравствену и културно-просветну.[10][30]
- У ослобођеном Бијелом Пољу одржан збор устаника и народа. Пред око 5.000 људи говорио је секретар Обласног комитета КПЈ за Санџак Рифат Бурџовић, који је присутнима објаснио циљеве Народноослободилачког покрета (НОП) и све их позвао на јединство и на даље учешће у борбама. Потом је формиран је Народноослободилачки комитет за бјелопољски срез.[10]

### 22. јул
- Одржан заједнички састанак ЦК КП Словеније и Врховног заповедништва словеначких партизанских чета, на коме је донета одлука да постојеће партизанске јединице почну оружани устанак. Истог дана Рашичка партизанска чета је у Тацену, код Љубљане извела оружану акцију у којој је тешко ранила једног бившег југословенског жандарма, које је сада био у служби немачке жандармерије (овај догађај касније се обележавао као Дан устанка народа Словеније).[11][32]
- Устаничке групе из племена Дробњака и Ускока извршило снажан напад и ослободило Шавник, у коме су се налазила 52 италијанска војника и 11 жандарма и финанса. У овој борби погинуло је седам италијанских војника и двојица жандарма, а осам их је рањено. Заплењена је велика количина наоружања и друге опреме.[10]
- У Загребу омладинска ударна група, предвођена омладинцима Мартином Мојмиром и Крешом Ракићем запалила је дрвену конструкцију Соколског стадиона у Максимиру. Овај стадион, пре окупације, користио је Хрватски академски спортски клуб (ХАШК), а у току јула усташе су почеле његову демонтажу, јер им је била потребна грађа за изградњу логора. Ова чињеница навела је омладинце да запале стадион.[3]
- На брду Дебелој Глави, код Крушевца, у присуству Мирка Томића инструктора ПК КПЈ за Србију, одржан састанка Окружног комитета КПЈ за Крушевац на коме је донета одлука о формирању Расинског партизанског одреда. За команданта одреда одређен је Михајло Живић, а за политичког комесара Десимир Јововић.[2]
- У Копривници, усташке власти ухапсиле све копривничке Јевреје и изоловале их у логору Даница. Тада је укупно ухапшено 213 особа, оба пола и свих старосних доба. Убрзо су из логора Даница били транспортовани у логор Јастребарско, затим у Госпић, а потом у Крушчицу, код Травника, одакле су мушкарци одведени у логор Јасеновац, а жене у Лоборград. Готово сви мушкарци поубијани су у Јасеновцу, а жене и деца су 8. јуна 1942. године одведени у логор Аушвиц.[3]

| 1 2 3 4 5 6 7 8 9 10 11 12 13 14 15 16 17 18 19 20 21 22 23 24 25 26 27 28 29 30 31 |

### 23. јул
- У Загреб дошао Благоје Нешковић, у својству шефа Комисије чији је циљ био да испита случај „Ваздух“, односно сукоб између ЦК КПХ и Јосипа Копинича, шефа Коминтерниног пункта за везу, који је ЦК КПХ оптужио за „неактивност“. У периоду до 28. јула, Нешковић је заједно са Владом Поповићем, који је такође био члан комисије (касније им се у раду комисије прикључио и Едвард Кардељ), испитао више актера ових догађаја, међу којима су били — Јосип Копинич, Раде Кончар, Павле Пап и др.[33]
- На Ђурђевом брду, код Јагодине, у присуству Сретена Жујовића, команданта и Бранка Крсмановића и Филипа Кљајића, чланова Штаба НОП одреда Србије, као и Петра Стамболића, члана ПК КПЈ за Србију, одржан састанак Окружног комитета КПЈ за Поморавље, на коме је донета одлука о формирању Поморавског партизанског одреда. За команданта одреда одређен је Љубиша Урошевић, а за политичког комесара Бошко Ђуричић. Истог дана формирана је и Беличка партизанска чета.[2]

### 24. јул
- Наредбом председника фашистичке владе Краљевине Италије Бенита Мусолинија укинут цивилни комесаријат за Црну Гору и смењен цивилни комесар Серафино Мацолини, а сва цивилна власт предата у руке генералу Пирцију Биролију, команданту италијанске Девете армије.[7]
- Усташке снаге, из Петриње, Глине и Загреба, под руководством Божидара Церовског, шефа Равнатељства усташког редарства из Загреба извршиле хапшење српских мушкараца у котаревима Глина и Петриња. Највише ухапшених било је са подручја котара Глина — из села Драготина, Класнић, Дабрина. Сви ухапшени су спроведени у село Бански Грабовац, код Петриње, где су им је прикључено још око 100 затвореника из усташког затвора у Сиску. Укупан број ухапшених био је око 1.280 људи, од којих је око 800 убијено и покопано у три велике масовне гробнице у шуми, недалеко од железничке станице Бански Грабовац, а преостали су одведени у логор Јадовно, где су убијени. Овај усташки злочин, трајао је три дана, до 27. јула, а ликвидацијама је присуствовао и усташки функционер Еуген Дидо Кватерник.[3]

### 25. јул
- У селу Орловци, на планини Козари, под руководством Ђуре Пуцара, секретара Обласног комитета КПЈ за Босанску крајину, одржан проширени састанак среских војних повереника за Приједор, Босански Нови и Босанску Крупу, на коме је пренета директива ЦК КПЈ за дизање устанка, разрађен план првих акција и формирано више припремних група. Именовани су срески војни штабови за Приједор, Босански Нови и Босанску Дубицу, а Младен Стојановић и Осман Карабеговић, сачињавали су неку врсту регионалног штаба за читаву Козару.[5]
- У Београду, у периоду од 25. до 27. јула, омладинске ударне групе организовале неколико диверзантских акција, када је на различитим локацијама у граду вршено паљење немачких аутомобила. Најпре је 25. јула извршено паљење немачких аутомобила у Кондиној улици, у Иванковачкој улици, испред хотела „Ројал“ у улици краља Петра, у Белгијској и Задарској улици. Сутрадан, 26. јула поново је запаљен аутомобил у Кондиној улици. У ноћи 26/27. јула запаљена је бивша „Фордова“ гаража у Гробљанској улици (данас Рузвелтова улица), а 27. јула је запаљена бивша „Крајслерова“ гаража у Масариковој улици. Од ових акција, посебно се истиче паљење бивше „Фордове“ гараже у Гробљанској улици. Ову гаражу су узели Немци и претворили је у војну гаражу за своје потребе и у њој се налазио армијски аутомобилски парк. У пожару су уништена 23 аутомобила, док је већи број оштећен, страдала је и радионица за оправке, склониште резервних делова и већа количина нафте и бензина.[2][34]
- На планини Копаоник, у близини села Стануловића, код Бруса, Месни комитет КПЈ за Косовску Митровицу, по директиви Обласног комитета КПЈ за Косово и Метохију, формирао Копаонички партизански одред. Језгро за овај одред чинили су рудари Трепче и шумски радници. За команданта одреда одређен је Предраг Вилимоновић, а за политичког комесара Душан Томовић.[2]

| 1 2 3 4 5 6 7 8 9 10 11 12 13 14 15 16 17 18 19 20 21 22 23 24 25 26 27 28 29 30 31 |

### 26. јул
- На Бошњаковом салашу, у околини Великог Бечекрека, где је претходног дана извршена акција паљења жита, окупатор стрељао петоро ухапшених активиста НОП-а. Стрељани су Владимир Коларов Коча (1914—1941), песник и члан ОК КПЈ за северни Банат и његова супруга Ружа Шулман (1917—1941), такође чланица ОК КПЈ за северни Банат. Њих двоје су били ухапшени 21. јула. Поред њих стрељано је и троје активиста НОП-а — Тиберије Алдан, Стојан Арсенов (1916—1941) и Самуел Франк.[2][35]
- У Карловцу, усташе извеле масовно хапшење мушкараца српске и јеврејске националности током кога су ухапшене 82 особе. Сви ухапшени су упућени у логор Јадовно, где су убијени.[36]
- У селу Бунић, код Коренице, у згради жандармеријске станице, усташе убиле 80 Срба, међу којима је неколико десетина било из оближњег села Љубово.[36]
- У близини села Љубеша, код Алексинца, одржан састанак Окружног комитета КПЈ за Ниш, на коме је донета одлука о формирању Озренског партизанског одреда.[2]

### 27. јул
- Герилски одреди и народ из околине Доњег Лапца, заузели комуникације које су водиле ка Србу, напали усташко-жандармеријску станицу и заузели Срб. Истог дана разрушили су пругу Книн-Дрвар, код села Тишковца и код села Кланаца уништили камион са усташама. Наредних дана устанак је захватио јужну Лику, а потом се проширио и на остале крајеве Лике (овај догађај касније се обележавао као Дан устанка народа Хрватске).[3][33]
- Герилски одреди, под руководством Штаба герилских одреда за срез Босанско Грахово и околину, праћени стотинама сељака заузели Дрвар и Босанско Грахово, уништили жандармеријске станице Оштрељ, Манастир Рмањ, Потоке, Грковце, заузели двадесетак жандармеријских станица и разбили неколико мањих одреда усташа, жандарма и домобрана који су покушали да од Срнетице, дуж железничке пруге, продру у Дрвар. Тада је Дрвар постао центар ослобођене територије, која је називна „Дрварска република“ и која је била слободна све до 25. септембра (овај догађај касније се обележавао као Дан устанка народа Босне и Херцеговине).[5][37]
- Усташе на превару, лажним позивом на јавне радове, похапсиле 313 мушкараца из седам села некадашње сеоске општине Личко Петрово Село, укључујучи и села Жељаву и Решетар. Сви похапшени су камионима одвезени у Гаравице, код Бихаћа и тамо побијени. Један од организатора овог злочина био је жупник и усташки функционер Љубомир Кватерник.[3]
- У село Мељиновац, код Доњег Лапца, упале усташе из Боричевца и Кулен Вакуфа, које су тада извршили злочин над 82 људи српске националности. Део ухапшених био је убијен на лицу места, а остатак одведе у Заваље, где су сутрадан побијени крај јаме Делић.[3]
- У селима у околини Гламоча усташе ухапсиле око 200 Срба. Ухапшеници су потом одведени и убијени поред једне јаме у близини пута Гламоч-Ливно. Овај злочин починиле су усташе из Ливна и Бугојна, које су наредних дана извршили покољу у селима Подградина и Врба. Број убијених на територији среза Гламоч, у току ових покоља износи око 500 људи.[5]
- За новог војног команданта Територије војноуправног команданта Србије постављен генерал Хајнрих Данкелман. На овој функцији се задржао до 19. септембра, када га је заменио генерал Франц Беме. Само два дана касније, 29. јула, од заповедника оружане силе за Југоисток, фелдмаршала Листа добио је наредбу да се, у случајевима саботажа, смртне казне врше вешањем и да се примењују сва средства застрашивања.[7]
- У Београду, на углу Јужног булевара и Ђердапске улице приликом припремања акција за рушење радио-станице, ухапшен члан Политбироа ЦК КПЈ Александар Ранковић. У Гестапоу је био мучен и истог дана увече пребачен у болницу у Видинској улици, одакле је ослобођен у акцији илегалаца 29. јула.[2]
- На планини Гочу, Окружни комитет КПЈ за Краљево формирао Краљевачки партизански одред, који је понео име Јована Курсуле (1768—1813), по прослављеном народном јунаку из Првог српског устанка. За команданта одреда одређен је Павле Јакшић, а за политичког комесара Миро Драгишић.[2]

| 1 2 3 4 5 6 7 8 9 10 11 12 13 14 15 16 17 18 19 20 21 22 23 24 25 26 27 28 29 30 31 |

### 28. јул
- У Љубљани одржано заседање Врховног пленума Ослободилачког фронта Словеније, на коме се расправљало о оружаној борби против окупатора и мерама против народних издајника. На састанку је именован Изврши одбор Ослободилачког фронта, у саставу — Едвард Кардељ, Јосип Видмар, Едвард Коцбек и Јоже Рус, касније су укључена још два члана Тоне Фајфар и Фрањо Лубеј.[37]
- У српским селима код Дувна усташе отпочеле дводневни покољ у коме су побиле 248 људи, жена и деце.[5]
- У близини села Подгорца, код Бољевца, одржан састанак Окружног комитета КПЈ за Зајечар, на коме је формиран Бољевачки партизански одред. За команданта одреда одређен је Светислав Маринковић, а за политичког комесара Добривоје Радосављевић Боби.[2]

### 29. јул
- У Београду, припадници ударних оружаних група ослободили Александра Ранковића, члана Политбироа ЦК КПЈ, из притвореничког одељења Очне клинике у Видинској улици (данас улица Џорџа Вашингтона). Спасавање организовали и водили чланови ПК КПЈ за Србију Ђуро Стругар и Спасенија Цана Бабовић, а по налогу генералног секретара КПЈ Јосипа Броза Тита. План о распореду у болници дао Лаза Грујић, студент технике (погледати чланак Спашавање Александра Ранковића из затвора 1941.).[2][38]
- У Београду, у Дворском парку, Немци стрељали Мустафу Голубића (1889—1941), совјетског обавештајца, кога су ухапсили 7. јуна. После тешких мучења у затвору Гестапоа, Голубић је у веома лошем стању донет у шаторском крилу и потом стрељан. На том истом месту је био и сахрањен (после ослобођења Београда, његови посмртни остаци су пренети у Москву).[39]
- У цркви Пресвете Богородице у Глини, усташе поклале око 200 Срба, који су ранијих дана похапсили на подручју Топуског и Чемернице. Злочини на територији котара Вргинмост, али и читавог Кордуна настављени су све до 8. августа, када се број убијених попео на цифру од 2.225 лица.[3]
- Бацањем 160 Срба у Пролошку јаму, код села Пролога на обронцима Динаре, усташе отпочеле масовни покољ у срезу Ливно. За око месец дана, у селима Ливањског поља — Доњи Рујани, Горњи Рујани, Чапразлије, Голињево и др, убијено је око 1.000 Срба.[5]
- У сели Бравско, код Босанског Петровца, усташе ухапсиле 100 мушкараца српске националности. Један део ухапшених тада је убијен колективним спаљивањем. Наредних дана усташе су извршили убијање локалних жена и деце, који су се окупили да сахране мртве. Тада је убијено око 85 лица, који су такође убијени колективним спаљивањем. Ове злочине извршили су усташе пристигле из Бањалуке и Санског Моста.[5]
- У селу Крњак, на стратишту Ивановић јарак, убијено око 96 Срба са подручја котара Војнић и Вргинмост. Ово је био први масовни усташки злочин над Србима у котару Војнић, а извршен је под надзором Божидара Церовског, шефа Равнатељства усташког редарства из Загреба и Драгутина Муића, из Вукманића, који је био усташки повереник општине Крњак.[3]
- У околини Кључа, припадници Пете јуришне усташке сатније из Загреба, на челу са натпоручником Јосипом Курелцем, уз помоћ локалних усташа отпочели масовна хапшења српског становништва, која су трајала до 2. августа. У овом периоду убијено је око 900 лица, који су били из села — Биљани Доњи, Биљани Горњи, Будељ Горњи, Корјеново, Пиштаница, Присјека Доња, Присјека Горња, Саница, Саница Доња, Саница Горња и Завоље. Такође, убијање српског становништва спровођено је и у граду Кључу.[5]
- Герилски одреди Подгрмеча извршили прве оружане нападе — заузели велики број села и уништили жандармеријске станице Ланиште, Мајкић Јапра, Бенаковац, Лушци Паланка, Горња Саница, Бравско, рудник боксита у Суваји и електричну централу у селу Гудавцу, напали Босанску Крупу, Будимлић Јапру и Доњу Саницу и порушили комуникацијске везе Босанске Крупе са Бихаћем, Санским Мостом, Босански Петровцем и Кључем.[5]
- У селу Међувође, на планини Козари, одржан састанку партијског руководства за Босанску Дубицу и по директиви секретара Обласног комитета КПЈ за Босанку крајину Ђуре Пуцара формиран Срески војни штаб за Босанску Дубицу. Тада је пренета директива за почетак устанка и одређена прва акција за сутрадан 30. јул.[5]

| 1 2 3 4 5 6 7 8 9 10 11 12 13 14 15 16 17 18 19 20 21 22 23 24 25 26 27 28 29 30 31 |

### 30. јул
- У Осијеку усташе ухапсиле око 500 лица јеврејске националности. Он су најпре били затворени у осјечкој Тврђави и потом, у току 8. и 9. августа транспортовани у сабирни логор „Загребачки збор“, а затим у логор Госпић и на крају у логор Јадовно, где су убијени.[3]
- У околини Слуња, усташе под командом Божидара Церовског, заменика равнатељства за јавни ред и сигурност НДХ, извршиле масовне злочине над српским становништвом. Злочини су извршени на три локације — на Мехином стијењу, брду Близница и у месту Лађевац. На стратишту Мехино стијење, између Слуња и Велике Кладуше убијено је 96 мушкараца из места — Цетинград, Маљевац, Рушевица из Грабарска. На брду Близница, у близини села Броћанац, убијен је 161 мушкарац бацањем у јаму Шпејарка. Убијени су били из места — Броћанац, Брезовац, Нова Кршља, Оштарски Станови и Стара Кршља. У селу Лађевац, убијено је 85 лица из села — Фурјан, Слуњчица, Тоболић и Тржић. Ове злочине извршиле су усташе и питомци дочасничке школе из Загреба; усташе из Глине и Петриње које је у Слуњ довео Божидар Церовски; усташе и оружници из Слуња и Раковице, којима је руководио усташки официр Витал Баљак.[3]
- Усташе напустиле Доњи Лапац и повукле се у село Боричевац. У Доњи Лапац су потом ушле устаничке снаге из Лапца и Гајине. Они су тада разоружали среског начелника, неколико финанса и жандарма и др. У исто време жандарми су напустили Небљусе, чиме је читава општина Доњи Лапац била ослобођена (изузев Боричевца, које је заузет 2. августа).[3]
- Партизанске групе са Козаре, праћене наоружаним народом, извршиле прве акције. Тог и идућег дана су заузеле Босанска Костајницу, напале Босанску Дубицу и уништиле постројења и жичару рудника угља у Љешљанима, неколико жандармеријских станица и на више места покидале железничку пругу Приједор-Босански Нови-Суња.[5]

### 31. јул
- У Малој Врбици, код Младеновца, одржан састанак Штаба НОП одреда Србије, коме су присуствовали Сретен Жујовић, Никола Груловић, Родољуб Чолаковић и Филип Кљајић Фића. Већина чланова се тада вратила са терена — из партизанских одреда и поднели су извештај о стању у одредима. На предлог, Филипа Кљајића, одлучено је да се од Космајско-посавског одреда, услед различитог дејства посавских и космајских чета и прилива нових бораца, формирају два посебна одреда — Космајски и Посавски одред. За команданта и политичког комесара Посавског одреда одређени су — Коча Поповић и Бора Марковић, а за Космајског — Миле Тодоровић и Јован Јерковић. На састанку је дискутовано и о директиви Главног штаба НОП одреда Југославије да центар устанка буде у западној Србији, па су с тим у вези на тај терен упућени Филип Кљајић и Родољуб Чолаковић.[2]
- У Приједору и околини, усташе отпочеле масовне злочине над српским становништвом. Под изговором да траже скривено оружје усташе су упадале у српске куће које су пљачкали, а власнике неретко убијали. Ово усташко дивљање трајало је све до 3. августа, и процењује се да је за то време у самом граду убијено око 220 људи, међу којима је био велики број железничких радника. Дивљање усташа је вршено и у околним селима, у руднику Љубија је било ухапшено 60 рудара Срба и они су касније депортовани у логор Јасеновац. У Омарској је убијено 168 становника, а у Козарцу и околним селима, око 173 људи. Према неким проценама укупан број жртава на подручју среза Приједор, током ових неколико дана износи око 700 људи. Ово усташко дивљање у Приједору, прекинуо је командант Врбаскога дивизијског подручја и генерал Домобранства НДХ Драгутин Румлер, који је од усташа преузео команду над градом.[5]
- На напуштеном гробљу на Багљашу, код Великог Бечкерека, као одмазду за паљење жита и нападе на немачке војнике стрељано 90 родољуба и комуниста из свих крајева Баната – Великог Бечкерека, Кумана, Меленаца, Велике Кикинде, Новог Кнежевца, Вршца, Панчева и др. Стрељање је вршено у пет група од по 18 људи, а извршиоци су били припадници Дојче Маншафта, односно домаћи Немци из Баната, такозвани „Фолксдојчери“. Међу стрељаним родољубима, били су — Соња Маринковић (1916—1941), члан Покрајинског комитета КПЈ за Војводину, а касније проглашена за народног хероја; Михајло Миша Предић (1918—1941), повереник ЦК СКОЈ-а упућен на рад у Војводину и Рудолф Корнауер (1892—1941), Немац из Вршца (био је ово први Немац кога су фашисти стрељали у Југославији).[2][21]
- У Мостару усташка полиција упала у кућу покојног револуционара Гојка Вуковића, где се одржавао партијски састанак. Гојкова супруга Златка, која је чувала стражу, одмах је по уласку усташа у двориште бацила бомбу чиме је упозорила учеснике састанка и омогућила им да побегну. Усташе су на лицу места ухапсиле Златку (1893—1941), као и Ахмет Сефић (1918—1941), учесника састанка. Они су одведени у зграду гимназије, где су саслушавани и мучени, а потом истог дана стрељани на месту Овојци, код села Полог, у близини Мостара. У току дана, усташе су успеле да ухапсе још двојицу учесника овог састанка — Слободана Вуковића и Јусуфа Чевру, који су стрељани сутрадан 1. августа.[5]

| 1 2 3 4 5 6 7 8 9 10 11 12 13 14 15 16 17 18 19 20 21 22 23 24 25 26 27 28 29 30 31 |